# Marlies Volkmer
Eva Marlies Volkmer geb. Schubert (* 21. August 1947 in Bautzen) ist eine deutsche Politikerin (BSW, zuvor SPD). Sie war von 2002 bis 2013 Mitglied des Deutschen Bundestages. Zuvor gehörte sie von 1990 bis 2002 dem Sächsischen Landtag an.

## Leben und Beruf
Nach dem Abitur 1966 mit dem gleichzeitigen Facharbeiterabschluss als Krankenpflegerin begann Volkmer ein Studium der Medizin an der Universität Leipzig, welches sie 1974 als Diplom-Medizinerin beendete. Sie war ab 1972 an der Universitätsklinik für Dermatologie tätig und wurde 1981 Fachärztin für Dermatologie. 1981 erfolgte auch ihre Promotion (Dissertation A) zum Dr. med. mit der Arbeit „Untersuchungen der spontanen und stimulierten NBT-Reduktionsfähigkeit sowie des Phagozytosevermögens polymorphkerniger neutrophiler Granulozyten mit Hilfe des NBT-Testes bei verschiedenen Hautkrankheiten“. Von 1981 bis 1988 leitete sie dann die Hautabteilung der Poliklinik Niedersedlitz. Anschließend war sie bis 1991 als wissenschaftliche Mitarbeiterin am Institut und der Poliklinik für Arbeitsmedizin der Medizinischen Akademie Dresden tätig. 
Marlies Volkmer ist verheiratet und hat zwei Kinder.

## Politik

### Partei
Volkmer trat 1990 in die SPD ein und war von 1999 bis 2003 Vorsitzende des SPD-Unterbezirks Dresden-Elbe-Röder. Sie gehört seit 2004 dem SPD-Landesvorstand in Sachsen an. Sie ist außerdem stellvertretende Bundesvorsitzende und Landesvorsitzende Sachsen der Arbeitsgemeinschaft der Sozialdemokraten im Gesundheitswesen (ASG). 
Volkmer trat 2022 aus der SPD aus. Im Januar 2024 trat sie der Partei Bündnis Sahra Wagenknecht – Vernunft und Gerechtigkeit bei.

### Abgeordnete
Von 1990 bis 2002 gehörte Volkmer dem Sächsischen Landtag an und war hier gesundheits- und sozialpolitische Sprecherin der SPD-Landtagsfraktion.
Von 2002 bis 2013 war sie Mitglied des Deutschen Bundestages. Hier war sie seit Dezember 2005 stellvertretende Sprecherin der Fraktionsarbeitsgruppe Gesundheit und Mitglied im Vorstand der SPD-Bundestagsfraktion. Seit Februar 2006 war sie außerdem stellvertretende Sprecherin der Fraktionsarbeitsgruppe Aufbau Ost. 
Marlies Volkmer zog stets über die Landesliste Sachsen in den Bundestag ein. Ihr Wahlkreis war Dresden I.

## Ehrungen
Am 1. Juni 2013 verlieh ihr der sächsische Landtagspräsident Matthias Rößler in Würdigung ihres politischen Wirkens bei der Ausgestaltung des Gesundheitsbereichs im wiedererrichteten Freistaat Sachsen die Sächsische Verfassungsmedaille.